# Карстова область Аула
Ка́рстова о́бласть А́ула (ест. Aula karstiala) — природоохоронна територія (природний заповідник) в Естонії, у волості Ляене-Сааре повіту Сааремаа. У заповіднику діє старий режим охорони, затверджений ще в радянські часи.
Загальна площа — 4 га.
Заповідна карстова область Аула утворена 18 грудня 1973 року.

## Розташування
Поблизу заповідника розташовується село Аула-Вінтрі.

## Опис
Заповідник заснований із метою збереження карстових пам'яток природи.